# 上山市議会
上山市議会（かみのやましぎかい）は、山形県上山市の地方議会である。

## 概要
- 定数：15人[1]
- 任期：4年。[2]議会解散が実施されれば任期満了前であっても議員任期は終了する
- 前回選挙：2023年（令和5年）4月23日選挙[3]
- 選挙区：市全体を1選挙区とする大選挙区制（単記非移譲式）
- 所在地：山形県上山市河崎一丁目1番10号（上山市役所2階）
- 議長： 川崎朋巳（2025年5月～）
- 副議長：棚井裕一（2025年5月～）
- 主な役割：審議、議決、一般質問、代表質問、政策提言、同意、市政のチェック、請願や陳情の審査、意見書の提出、調査研究、充て職、行政行事出席、行政視察等

### 本会議
本会議は、議員全員で構成され、議会の意思を決定するほか、市政全般について質問を行う会議である。議会に提出された議案や議会としての意思表明などの可否は、最終的に本会議で決められる。議場で行われ、傍聴ができる。インターネット生中継および録画中継を行っている。
- 定例会：3月、6月、9月、12月[4]
- 臨時会：随時

#### 委員会
- 議会運営委員会：議長の諮問機関で、議会の会期・日程、質問時間などについて調整を行う

#### 常任委員会[5]
常任委員会は、本会議で付託された議案・請願等の審査及び所管に関する調査などを行う。
| 委員会名           | 定数 | 所管 |
| ------------------ | ---- | --- |
| 総務文教常任委員会 | 8人  | 庶務課、市政戦略課、財政課、税務課、会計課、消防本部、選挙管理委員会、監査委員及び教育委員会の所管に属する事項並びに他の常任委員会の所管に属しない事項 |
| 産業厚生常任委員会 | 7人  | 市民生活課、健康推進課、福祉課、子ども子育て課、商工課、観光・ブランド推進課、農林夢づくり課、建設課、上下水道課及び農業委員会の所管に属する事項       |

#### 特別委員会
特別委員会は、特定事件を審査するために設置される委員会である。
- 予算特別委員会
- 決算特別委員会

#### 協議等の場
- 全員協議会：市の施策や重要事業の説明を受けたり、議員の意見統一を図る場合に開催
- 会派代表者会：正副議長、各会派の代表者で構成され、議会の会議規則や人事案件など、議事運営以外の諸問題について協議する場合に開催
- 議員研修会：全議員が一つの課題を解決するための研修や執行部の要請に応じて全議員に説明する場合に開催
- 議会だより編集委員会：市議会だよりを編集し発行する委員会

#### その他活動
- 議会報告会：市内10会場で市民と対話

#### 事務局
- 議会事務局[6]
  - 議事庶務係

## 会派
上山市議会では、志を同じにする議員がグループをつくって活動し、議員の申し合わせにより、2人以上の議員で会派をつくることができる。
| 会派名           | 議員数 | 所属党派            | 議員名                                                     | 女性議員数 |
| ---------------- | ------ | ------------------- | ---------------------------------------------------------- | ---------- |
| 孝山会           | 6      | 無所属              | 大沢芳朋、髙橋要市、川崎朋巳、棚井裕一、小松正和、木村泰之 | 0          |
| 市民クラブ       | 3      | 無所属 立憲民主党1  | 佐藤昇、枝松直樹、中川とみ子                               | 1          |
| 蔵王             | 3      | 無所属              | 谷江正照、尾形みち子、長澤長右衛門                         | 1          |
| 無所属の会       | 2      | 日本共産党1 無所属1 | 守岡等、川口豊                                             | 0          |
| 会派に属しない者 | 1      | 公明党              | 川口宏美                                                   | 1          |
| 計               | 15     |                     |                                                            | ３         |

（令和7年5月22日現在）

## 議員報酬等
| 役職   | 議員報酬        | 政務活動費 |
| ------ | --------------- | ---------- |
| 議長   | 月額 43万5000円 | 月額 1万円 |
| 副議長 | 月額 38万5000円 | 月額 1万円 |
| 議員   | 月額 36万0000円 | 月額 1万円 |

- 別途、年2回期末手当あり
- 政務活動費の残金は市に返還する義務がある
- 議員年金は2011年（平成23年）6月1日で廃止されている

## 定数の推移
- 1954年（昭和29年）10月1日市制施行 - 106人（1町5村合併）
- 1955年（昭和30年）5月15日選挙 - 30人
- 1983年（昭和58年）4月24日選挙 - 28人
- 1987年（昭和62年）4月26日選挙 - 24人
- 1999年（平成11年）4月25日選挙 - 22人
- 2003年（平成15年）4月27日選挙 - 20人
- 2007年（平成19年）4月22日選挙 - 15人

## 歴代議長・副議長
| 議長         | 副議長       | 就任            | 退任            | 備考                     |
| ------------ | ------------ | --------------- | --------------- | ------------------------ |
| 会田武       | 北沢利雄     | 昭和29年10月1日 | 昭和30年4月20日 |                          |
| 加藤勝蔵     | 木村庄次郎   | 昭和30年5月24日 | 昭和32年5月30日 |                          |
| 永田亀之助   | 木村庄次郎   | 昭和32年5月30日 | 昭和34年5月14日 |                          |
| 内野司       | 山川秀雄     | 昭和34年5月22日 | 昭和36年5月17日 |                          |
| 永田亀之助   | 相原太吉     | 昭和36年5月17日 | 昭和37年8月20日 | 永田議長はS37.8.20辞職   |
| 木村庄次郎   | 相原太吉     | 昭和37年8月20日 | 昭和38年5月14日 |                          |
| 内野司       | 山川秀雄     | 昭和38年5月22日 | 昭和40年5月21日 |                          |
| 内野司       | 山川秀雄     | 昭和40年5月21日 | 昭和42年5月14日 |                          |
| 内野司       | 川合万太     | 昭和42年5月22日 | 昭和44年5月21日 |                          |
| 内野司       | 佐藤六郎兵衛 | 昭和44年5月21日 | 昭和46年5月14日 |                          |
| 丹野清邦     | 奈良崎長英   | 昭和46年5月22日 | 昭和48年7月6日  |                          |
| 丹野清邦     | 吉田里治     | 昭和48年7月6日  | 昭和50年5月14日 |                          |
| 佐藤金雄     | 長澤龍禅     | 昭和50年5月22日 | 昭和52年5月19日 |                          |
| 佐藤金雄     | 鈴木宏一     | 昭和52年5月19日 | 昭和54年5月14日 |                          |
| 長澤龍禅     | 木村勇助     | 昭和54年5月22日 | 昭和56年5月21日 |                          |
| 長澤龍禅     | 木村勇助     | 昭和56年5月21日 | 昭和58年5月14日 | 長澤議長はS58.3.29辞職   |
| 佐藤金雄     | 五十嵐忠一   | 昭和58年5月23日 | 昭和60年5月22日 |                          |
| 小笠原伊衛門 | 加藤常次郎   | 昭和60年5月23日 | 昭和60年8月8日  | 加藤副議長はS60.8.8逝去  |
| 小笠原伊衛門 | 森作右エ門   | 昭和60年8月21日 | 昭和62年5月14日 |                          |
| 五十嵐忠一   | 斎藤藤五郎   | 昭和62年5月21日 | 平成元年5月16日 |                          |
| 鏡力         | 木村祐一     | 平成元年5月16日 | 平成3年5月14日  |                          |
| 石井健一     | 菊地正昭     | 平成3年5月21日  | 平成5年5月17日  |                          |
| 木村祐一     | 杢源内       | 平成5年5月17日  | 平成7年5月14日  |                          |
| 菊地正昭     | 折橋もよ     | 平成7年5月23日  | 平成9年5月15日  |                          |
| 菊地正昭     | 吉田明       | 平成9年5月15日  | 平成11年5月14日 | 吉田副議長はH11.1.18辞職 |
| 大澤篤       | 星肇         | 平成11年5月24日 | 平成13年5月15日 |                          |
| 横戸長兵衛   | 吉田賢造     | 平成13年5月15日 | 平成15年5月14日 |                          |
| 横戸長兵衛   | 大場重彌     | 平成15年5月21日 | 平成16年5月14日 |                          |
| 横戸長兵衛   | 尾形安男     | 平成16年5月17日 | 平成17年5月16日 |                          |
| 大場重彌     | 須田勝男     | 平成17年5月16日 | 平成18年5月15日 |                          |
| 大場重彌     | 佐藤良平     | 平成18年5月15日 | 平成19年5月14日 |                          |
| 髙橋位典     | 鈴木忠夫     | 平成19年5月21日 | 平成21年5月15日 |                          |
| 髙橋位典     | 岩田孔一     | 平成21年5月15日 | 平成23年5月14日 |                          |
| 大場重彌     | 堀江和男     | 平成23年5月20日 | 平成25年5月15日 |                          |
| 大場重彌     | 阿部五郎     | 平成25年5月15日 | 平成27年5月14日 |                          |
| 坂本幸一     | 長澤長右衛門 | 平成27年5月21日 | 平成29年5月15日 |                          |
| 髙橋義明     | 尾形みち子   | 平成29年5月15日 | 令和元年5月14日 |                          |
| 大沢芳朋     | 長澤長右衛門 | 令和元年5月21日 | 令和3年5月17日  |                          |
| 長澤長右衛門 | 石山正明     | 令和3年5月17日  | 令和5年2月6日   | 石山副議長はR5.2.6辞職   |
| 長澤長右衛門 | 枝松直樹     | 令和5年2月17日  | 令和5年5月14日  |                          |
| 大沢芳朋     | 棚井裕一     | 令和5年5月19日  | 令和7年5月14日  |                          |
| 川崎朋巳     | 棚井裕一     | 令和7年5月15日  |                 |                          |

## 議会出身者
- 横戸長兵衛（元上山市長）

## その他
- サンデー議会 - 平成10年から、毎年9月定例会において日曜日に本会議を開催し、一般質問を行っている。（※令和2年はコロナ禍の影響で中止、令和3年は12月に開催した。）